# Open The Iron Gate

Open The Iron Gate [1973-77] est un album du chanteur de reggae jamaïcain Max Romeo.
L'album est d'abord sorti en 1974, sous le nom de Revelation Time. Il est ensuite réédité par Liberty Records, où il est appelé "Open The Iron Gate". L'album est enfin réédité par le label anglais Blood And Fire en 1999, et prend le nom de "Open The Iron Gate 1973-77".
C'est après avoir sorti cet album chez Blood and Fire, que Max Romeo a pu vivre grâce à sa musique. Il réédite donc certains de ses albums (sur son label, appelé Charmax), par exemple "On The Beach".
L'album comporte 12 chansons et un livret d'une dizaine de pages, incluant des paroles, une brève biographie, et des photographies. Il comporte aussi l'illustration de la pochette de Revelation Time.

## Liste des chansons
1. Every Man Ought To Know 3 min 18 s
2. Revelation Time / Hammer and Sickle 5 min 06 s
3. No Peace 3 min 43 s
4. Tacko 2 min 49 s
5. Blood Of The Prophet Parts 1&2 6 min 24 s
6. Warning Warning / Version 7 min 42 s
7. A Quarter Pound Of I'cense 2 min 43 s
8. Three Blind Mice 2 min 54 s
9. Open The Iron Gate Parts 1&2 5 min 14 s
10. Valley of Jehosephat / Version 5 min 02 s
11. Fire Fe The Vatican 3 min 33 s
12. Melt Away (12" Version) 6 min 05 s